# Laguna El Encanto
Laguna El Encanto är en periodisk sjö i Bolivia.   Den ligger i departementet Santa Cruz, i den östra delen av landet, 600 km nordost om huvudstaden Sucre. Laguna El Encanto ligger 261 meter över havet.
Omgivningarna runt Laguna El Encanto är huvudsakligen savann. Trakten runt Laguna El Encanto är nära nog obefolkad, med mindre än två invånare per kvadratkilometer.